# Zbigniew Komorowski
Zbigniew Komorowski (* 17. März 1944 in Szymanów, Polen) ist ein polnischer Unternehmer und Politiker. Er ist Gründungsgesellschafter des Molkereiunternehmens Bakoma und gehört gemäß einer jährlich aktualisierten Reichen-Liste in der polnischen Ausgabe der Zeitschrift Forbes im Jahr 2013 mit einem Vermögen von rund 180 Millionen Euro zu den hundert reichsten Polen.

## Leben
Komorowski schloss 1967 sein Ingenieur-Studium an der Fakultät für Bauingenieurwesen der Technischen Universität Warschau ab.

### Unternehmer
Im Jahr 1989 gründete Komorowski gemeinsam mit seiner Frau und Edward Mazur die Firma Bakoma. In den 1990er Jahren wurde eine Kooperation als Lizenznehmer der deutschen Firma Onken begonnen. 2005 trennten sich die Partner im Streit. In einem nachfolgenden, juristischen Verfahren konnte Bakoma sich gegen den ehemaligen Lizenzgeber durchsetzen.
Außerdem übernahm Komorowski Getreidemühlen in Brzeg, Bydgoszcz, Szymanów und Kielce, die er zur Unternehmensgruppe Polskie Młyny S.A. zusammenführte. Diese Gruppe gehört zu den bedeutendsten Getreideverarbeitern im polnischen Markt. Im Jahr 2002 wurde er in dem Zusammenhang in der Presse erwähnt, da der damalige Führer der Partei Samoobrona, Andrzej Lepper, aus Deutschland nach Polen importiertes Getreide Komorowskis auf einem Warschauer Bahnhof aus Güterwaggons ausladen und verstreuen ließ. Mit der Aktion sollte gegen die Landwirtschaftspolitik der polnischen Regierung protestiert werden. 2002 war Komorowski auch Hauptgesellschafter der Warszawska Giełda Towarowa S.A. (WGT, Warschauer Warenbörse), die damals Waldemar Pawlak als Geschäftsführer leitete.
Später investierte Komorowski in die Biokraftstoff-Unternehmen Komagra und Bioagra. Nach Presseberichten will er sich zukünftig von einigen seiner Beteiligungen trennen. In Bydgoszcz betreibt das Ehepaar Komorowski das Vier-Sterne-Hotel „Słoneczny Młyn“.

### Politiker
Komorowski war während dreier aufeinanderfolgender Legislaturperioden Mitglied des polnischen Parlamentes. Vom 25. November 1991 bis zum 31. Mai 1993 (zweite Kadenz) sowie vom 14. Oktober 1993 bis zum 20. Oktober 1997 (3. Kadenz) wurde er als Mitglied des Senats der Republik Polen zum Senator gewählt. Vom 19. Oktober 2001 bis zum 18. Oktober 2005 (4. Kadenz) vertrat er als Abgeordneter den Wahlkreis Płock im polnischen Sejm. Danach trat er nicht mehr zur Wiederwahl an. Die politische Heimat des Unternehmers ist die Polnische Bauernpartei. 
Im März 2002 initiierte Komorowski im Sejm die Beratung eines Entwurfes zur Ergänzung des Gesetzes über den unlauteren Wettbewerb im Sejm. Er wollte damit den Anteil an Handelsmarken in den polnischen Supermärkten beschränken. Ein unbegrenztes Wachstum dieses FMCG-Segmentes hätte nach seiner Argumentation kleinere polnische Markenhersteller wegen der Einkaufsmacht der Supermarktketten aus dem Markenwettbewerb verdrängt und zur Herstellung der wenig profitablen Handelsmarken gezwungen. Der Gesetzesentwurf wurde nicht angenommen.
Im Jahr 1997 wurde dem Unternehmer von der Stiftung Społeczna Fundacja Pamięci Narodu Polskiego die Auszeichnung Polonia Mater Nostra Est (lateinisch, auf deutsch etwa: Polen ist unsere Mutter) verliehen.